# 大阪市立中本小学校
大阪市立中本小学校（おおさかしりつ なかもとしょうがっこう）は、大阪府大阪市東成区にある公立小学校。

## 概要
1887年10月10日に開校した。この経緯から、創立記念日は元々10月10日としていた。しかし1966年より体育の日が同日に設定されたことに伴い、創立記念日を2月22日に変更した。
敷地内に北中本保育園（旧・大阪市立中本幼稚園）を併設する。

## 沿革
1887年に当時の東成郡4ヶ村の連合で、東生（ひがしなり）尋常小学校を設置したことが学校の起源となっている。
その後1889年には、町村制による東成郡中本村が発足したことに伴い、東成郡中本尋常小学校に改称した。さらに1910年には高等科を併設し、東成郡中本尋常高等小学校に改称した。
1910年代には地域の人口の急増により、1915年には東成郡中本第二尋常小学校（現在の大阪市立中道小学校）を分離開校し、これに伴い東成郡中本第一尋常小学校へと改称した。さらに3年後の1918年には東成郡中本第三尋常小学校（現在の大阪市立中浜小学校）を分離開校させた。
1925年には大阪市第二次市域拡張により、中本村が大阪市に編入されたことに伴い、大阪市中本第一尋常高等小学校へと改称した。
1931年には高等科を廃止・分離したことに伴い、大阪市中本尋常小学校へと改称した。
1941年には国民学校令の施行により、従来の小学校は国民学校へと改編された。さらにその際に大阪市では、「地域＋創立番号順」で命名されていた校名についてはそれを廃止する方針が合わせて出された。そのことにより、大阪市中本国民学校へと改称した。
太平洋戦争の戦局悪化により、大阪市などの国民学校では1944年以降、学童疎開が実施されることになった。学童疎開は縁故によるものを原則としたが、縁故に頼れない児童については学校単位での学童集団疎開が実施された。大阪市の国民学校では当時の22行政区ごとに疎開先を指定し、東成区では奈良県への集団疎開が決定した。このため、中本国民学校でも奈良県北葛城郡高田町（現在の大和高田市）および馬見村（現在の広陵町）への学童集団疎開が決まり、対象児童が1944年9月以降疎開先に出発している。集団疎開は終戦後の1945年10月30日まで続いた。
1947年4月1日には学制改革により、大阪市立中本小学校へと改称した。
1970年代から1980年代にかけては、「全日本よい歯の学校」表彰を1976年・1977年・1980年・1981年・1982年の5度にわたって受賞するなど、歯科衛生教育に力を入れていた。

### 年表
- 1887年10月10日 - 東成郡東生尋常小学校として創立。
- 1889年4月 - 東成郡中本尋常小学校に改称。
- 1905年11月 - 現在地に移転。
- 1910年4月 - 高等科を併設。東成郡中本尋常高等小学校に改称。
- 1915年6月 - 東成郡中本第二尋常小学校（現在の大阪市立中道小学校）を分離。これに伴い東成郡中本第一尋常高等小学校に改称。
- 1918年 - 東成郡中本第三尋常小学校（現在の大阪市立中浜小学校）を分離。
- 1925年4月1日 - 中本村が大阪市に編入したことに伴い、大阪市中本第一尋常高等小学校に改称。
- 1941年4月1日 - 国民学校令により、大阪市中本国民学校に改称。
- 1944年9月 - 奈良県北葛城郡に集団疎開。
- 1947年4月1日 - 学制改革により、大阪市立中本小学校に改称。
- 1957年10月 -校歌制定。
- 1968年2月22日 - この日を創立記念日とする。
- 1981年5月 - 虫歯対策の研究指定校となる。
- 1982年5月 - 交通安全優良校として大阪市長表彰を受賞。

### 北中本保育園
敷地には北中本保育園を併設する。
同園は元々、大阪市立中本幼稚園として1953年5月28日に開設認可された。しかし大阪市の方針により幼稚園廃止の構想が俎上に上がり、2016年3月末をもって閉園した。中本幼稚園跡地には、近隣にあった大阪市立北中本保育所（大阪市東成区中本4丁目1番22号）を移転させた上で民間移管させる形で、2017年度より、社会福祉法人みおつくし福祉会の運営となる北中本保育園が開園している。 

## 通学区域
- 大阪市東成区 中本4丁目の全域。
- 大阪市東成区 中本5丁目の大半地域。
- 大阪市東成区 大今里西1丁目の一部。

卒業生は大阪市立本庄中学校に進学する。

## 交通
- 大阪環状線、Osaka Metro長堀鶴見緑地線・中央線 森ノ宮駅 南東へ約900m。
- 大阪環状線・Osaka Metro長堀鶴見緑地線 玉造駅 北東へ約900m。